# Ton Huijbers
Ton Huijbers is een Nederlandse fotograaf (Tegelen, 1949). Hij woont en werkt in Grevenbicht en Heerlen. Hij was de winnaar van de European Photography of the Year Award in 1987 voor zijn foto The Family.
Als fotograaf van het imaginaire en surreële, werkt hij voornamelijk in familiekring met zijn vrouw, zijn zonen en zijn dochter. Hij is ook bekend voor zijn sequenties met surrealistische ensceneringen (tweeluik-, drieluik- of vierluiksequenties). Met zijn vrienden Pierre Segers en Jo Brunenberg, tevens fotografen, maakte hij vele fotoreizen, veelal naar Frankrijk en Roemenië. Na het overlijden van Segers, maakte hij samen met Brunenberg de korte film "Het laatste afscheid".
Huijbers is vertegenwoordigd in particuliere en openbare collecties in Europa en de Verenigde Staten.

## Exposities
- 1985- T.I.P Fribourg, Zwitserland
- 1986- Musée d'Art et d'Histoire, Fribourg, Zwitserland
- 1987- Galerie Lindemanns, Stuttgart, Duitsland
- 1987- Galerie Signe Heerleen, Nederland
- 1987- Le Temps d'un Mouvement Palais de Tokyo, Paris, Frankrijk
- 1987- Trajecta Maastricht, Nederland
- 1987- Photographes Européens Musée d'Art moderne, Liège, België
- 1988- Polaroid Selection 4 photokina Cologne, Duitsland
- 1988- Polaroid Selection 4 Musée de l'Élysée, Lausanne, Zwitserland
- 1988- Splendeurs et Misères du Corps : Musée d'art et d'histoire, Fribourg, Zwitserland
- 1988- Splendeurs et Misères du Corps : Musée d'art moderne Paris, Frankrijk
- 1988- Espaivisor - Galería Visor.Valencia, Spanje ; collectieve tentoonstelling in het kader van de Polaroid collection ; met o.a. Ton Huijbers, Diana Block, Pere Formiguera
- 1989- Het poëtisch moment - Stadsgalerij Heerlen, Heerlen (Nederland), 5 mei tot 25 juni 1989
- 1989 - Galeria Spectrum Sotos Zaragoza (Spanje), tentoonstelling Ton Huijbers, 16 tot 29 december 1989
- 1997 - Espace Parallèle Bruxelles ; tentoonstelling in april 1997
- 1998 - Bonnefantenmuseum-Maastricht ; tentoonstelling "Sociale Fotografie", o.a. Ton Huijbers, Cas Oorthuys, John Lambrichts en Nol Pepermans, januari 1998
- 2001 - Galerie Pennings -Eindhoven (Nederland) ; Ton Huijbers : Metamorfosen ; diptieken van een schutterij ;
- 2002 - Institut français-Prague (Tsjechië) ; tentoonstelling in het kader van de presentatie van de collectie van Madeleine Millot-Durrenberger
- 2003 - L'Imagerie 19 Lannion France Humour et Dérision, 28 juni tot 31 juli 2003
- 2005 - Museum of New Art Rochester USA ; Going Dutch: New Photography from the Netherlands, 09.04.2005 tot 04.05.2005
- 2006 - Cultureel Centrum Hasselt, Belgique, Ton Huijbers Sequences, 04.03.2006 tot 09.04.2006
- 2008 - Galerie ARTEM ; Collectif Ton Huijbers, maart 2008
- 2009 - Estivales photographiques du Trégor, Lannion (Côtes-d'Armor), Frankrijk, 28 juni tot 27 september 2009

## Collecties
- Graham Nash Collection Passadena U.S.A
- The International POLAROID Collection (USA) : Ton Huijbers, Two Moons over Grevenbicht, 1991
- Musée de la photographie de Charleroi (België)
- Collection Madeleine Millot-Durrenberger (Frankrijk)
- Collection Michel Deumer (België)
- Collection du photographe Mehdi Clemeur (Spanje)
- Los Angeles County Museum of Art - LACMA, Los Angeles, CA USA
- Museum of New Art, Rochester, USA
- Limburgs Centrum voor Fotographie Sittard, Nederland
- Musée d'Art et d'Histoire Fribourg, Zwitserland
- Centre International de la Photographie, Palais de Tokyo, Parijs, Frankrijk
- Collection du Ministère de la Communauté Française Belgique